# Zulma Brandoni de Gasparini
Zulma Nélida Brandoni de Gasparini (sinh ngày 15 tháng 5 năm1944) là một nhà cổ sinh vật học và nhà động vật học người Argentina. Cô được biết đến vì đã khám phá ra hóa thạch của loài khủng long Gasparinisaura, một loài khủng long cổ đại được đặt theo tên của cô.

## Công việc
Sinh ra tại thành phố La Plata, Argentina vào ngày 15 tháng 5 năm 1944, Brandoni de Gasparini tốt nghiệp chuyên ngành Cử nhân động vật học tại Đại học Quốc gia La Plata năm 1966 và nhận bằng Tiến sĩ Khoa học Tự nhiên vào năm 1973.
Zulma Brandoni de Gasparini được cộng đồng khoa học quốc tế vinh danh vào những năm 1990 vì đã lãnh đạo nhóm phát hiện ra hóa thạch loài khủng long cổ đại mang tên Gasparinisaura. Cô là một chuyên gia về các loài bò sát được công nhận Mesozoi ở Nam Mỹ.
Năm 1972, cô bắt đầu sự nghiệp khoa học của mình tại Hội đồng nghiên cứu khoa học và kỹ thuật quốc gia - CONICET, được thăng lên cấp Nhà nghiên cứu cao cấp năm 2003 Cô hiện là giáo sư chuyên về Cổ sinh vật học của động vật có xương sống tại Đại học Quốc gia La Plata.

## Vinh danh
Brandoni de Gasparini đã được trao Giải thưởng "Bernardo Houssay" của CONICET (1987), Giải thưởng của Hiệp hội Cổ sinh vật học Argentina (2001) và Giải thưởng Florentino Ameghino của Học viện Quốc gia Chính xác và Tự nhiên Khoa học (2002). Cô đã nhận được giải thưởng Pellegrino Strobel năm 2013.